# Московское государство
Моско́вское госуда́рство — название, которым в XVI—XVII веках обозначалась территория Великого княжества Московского внутри Русского царства. Параллельно шёл процесс синонимизации этого названия с Россией в целом, продлившийся до переноса столицы в Санкт-Петербург и провозглашения Российской империи в начале XVIII века. В историографии XIX—XXI веков — одно из названий Русского централизованного государства конца XV — начала XVIII веков.

## Как одно из государств Российского царства
При Иване Грозном и его преемниках понятие «Московское государство» употреблялось в узком смысле и было тождественно древнему Московскому княжеству. В полный титул царей входили названия ранее самостоятельных русских княжеств и республик, к которым со временем стали применять термин «государства». Вся территория, состоявшая под властью царя и называвшаяся Российским царством, понималась современниками как конгломерат этих государств-княжеств, то есть как множество престолов, занимаемых единым монархом. Встречающееся в различных документах и произведениях словосочетание «Московское государство Российского царства» обозначало лишь центральную область Российского царства, включающую местонахождение царского престола. В том же ключе следует понимать и название известного литературного памятника французского путешественника Жака Маржерета — «Состояние Российской державы и Великого княжества Московского», написанного в 1608 году. В соборной клятве 1613 года говорится: «[..]что быти на Владимирском и Московском и на всех Государствах Российского Царства Государем Царём и Великим Князем всея России Самодержцем — Тебе, Великому Государю Михаилу Феодоровичу».

## Как синоним всей России
Монархи Великого княжества Литовского и Польского королевства признавали Ивана III и его потомков государями, однако упорно сопротивлялись как претензионной приставке «всея Руси», так и претензиям московских князей на преемственность от Киевской Руси, подразумевая под Русью лишь собственно Юго-Западную Русь, уже разделённую к этому времени между Литвой и Польшей.
Первым, кто в 1480-х годах употребил словосочетание «Московское государство» в широком смысле, был польский историк и дипломат Ян Длугош, после которого этим названием-экзонимом (а также латинским аналогом Московия) в Польше и Литве упорно продолжали называть Россию на протяжении нескольких столетий.

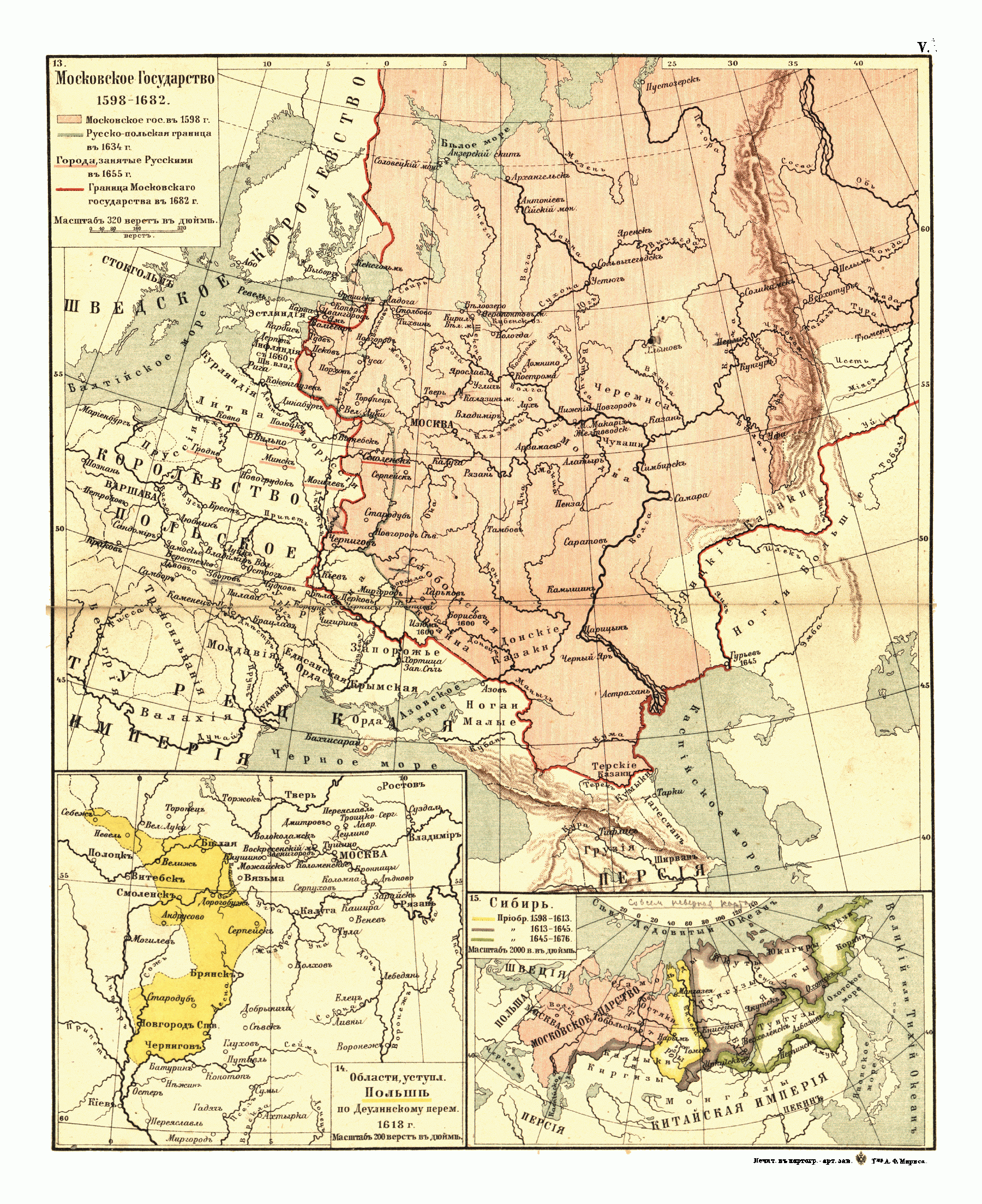
Пример использования названия «Московское государство» в атласе 1910 года

По мнению А. Л. Хорошкевич, внутрироссийская синонимизация понятий «Российское царство» и «Московское государство» начинает прослеживаться с эпохи Смутного времени, когда последним предпочитал пользоваться польский ставленник Лжедмитрий I, а также когда в результате шведской оккупации Россия временно потеряла Новгородскую землю. В свою очередь известный российский историк С. О. Шмидт отмечал, что «словосочетание „Московское государство“ широко распространилось в языке XVI—XVII веков. Оно было самоназванием и всей державы, и части Российского государства и имело даже значение — управление Москвой. И это было характерной чертой времени. Такое наименование государства определяло роль Москвы и в создании государства, и в современной жизни». В отличие от Хорошкевич, он указывал: «Более широкое распространение термин „Московское государство“ получает с утверждением власти Бориса Годунова, то есть в годы царствования Фёдора Ивановича. Но встречается и раньше, во всяком случае во времена Ивана Грозного». В Соборном уложении 1649 года понятие «Московское государство» встречается и самостоятельно, и в таких оборотах, как «Московского государьства и всех городов Росийского царства», поскольку традиция многочленности самоназвания государства на протяжении XVII века сохранялась. Вплоть до времён Петра I российские источники иногда называли Российское государство «Московским». Примером может служить название первой русской газеты, которая издавалась с 1702 года, — «Ведомости о военных и иных делах, достойных знания и памяти, случившихся в Московском государстве и в иных окрестных странах». Однако, как указывал С. О. Шмидт, различные способы именования Российского государства были не во всем тождественны: «Так, содержание термина „Московское государство“ не поглощает содержания термина „Российское государство“ (тем более „Российские государства“). Под „Московским государством“ (особенно под термином „все Московское государство“) подразумеваются и все владения царя, то есть в термин вкладывается „всероссийский“ смысл. Но иногда обнаруживается территориальная ограниченность термина „Российское государство“ (только „Московская земля“). А термин „царство“ — особенно с оттенком официально-торжественным — шире термина „государство“». Подобная разноголосица была объективна, так как в представлении и русских, и иностранцев в XVI—XVII веках Россия и Москва, российская государственность и власть в Москве казались неотделимыми друг от друга. Москва представлялась олицетворением России. Это отразилось и в языке того времени, и в терминах, обозначавших наименование государства.

## Как историографический термин XIX—XX веков
Привычку именовать допетровскую Россию «Московским государством» возобновили историки XIX века, руководствуясь в периодизации российской истории противопоставлением столиц — Москвы и Петербурга. Данную терминологию продолжили использовать и советские историки.